# Teruo Nakamura
Teruo Nakamura (中村 輝夫 Nakamura Teruo?, 8 de octubre de 1919 − 15 de junio de 1979) fue un soldado originario de Taiwán que militó en el Ejército Imperial Japonés, combatió por Japón durante la Segunda Guerra Mundial y que no se rindió hasta 1974.
Su nombre nativo fue aparentemente Attun Palalin. La prensa de Taiwán se refería a él como Lee Guang-Hui 李光輝, un nombre que no conoció hasta 1975.

## Servicio militar
Nakamura era un aborigen taiwanés, probablemente de la etnia amis, en el Taiwán bajo control japonés. Nacido en 1919, fue obligado a ingresar a la 4ª Unidad Voluntaria Takasago del Ejército Imperial Japonés en 1943. Fue situado en la isla de Morotai de Indonesia poco antes de que la isla pasase a ser controlada por los Aliados en septiembre de 1944 en la batalla de Morotai.
Después de la captura de la isla, Nakamura vivió aparentemente junto a otros rezagados hasta bien entrados los años 50, aunque pasaba largos periodos por su propia cuenta. En 1956, parece ser que decidió renunciar a la resistencia junto a otros rezagados en la isla y se construyó un pequeño campo para sí mismo, que consistía en una pequeña cabaña en un terreno cercado de 20 x 30 metros. Cuando le preguntaron las razones por las cuales abandonó a los demás, dijo que intentaron matarlo; sin embargo, los otros rezagados negaron estas afirmaciones.

## Descubrimiento
La cabaña de Nakamura fue descubierta accidentalmente por un piloto a mediados de 1974. En noviembre de ese mismo año, la Embajada Japonesa en Indonesia pidió la asistencia del gobierno en una misión de búsqueda, la cual fue llevada a cabo por las fuerzas aéreas de Indonesia en Morotai y culminó con el arresto de Nakamura el 18 de diciembre de 1974, el cual fue llevado a Yakarta y hospitalizado. Las noticias de su descubrimiento llegaron a Japón el 27 de diciembre. Nakamura decidió ser repatriado a Taiwán, pasando por Japón, y murió de cáncer de pulmón cinco años después en 1979.
La repatriación de Nakamura y su percepción ante el público japonés de su tiempo difirieron de otros hallazgos recientes, como el de Hiroo Onoda, quien fue descubierto unos meses antes. Una razón fue la cuestión de su nacionalidad, nacido en Taiwán, Nakamura, que era étnicamente amis, legalmente no tenía una nacionalidad propia. Las cuestiones de la nacionalidad eran de gran importancia en el público nipón de aquel entonces y, aunque la embajada japonesa ofreció repatriarlo, existían dudas acerca de cómo tratarlo en caso de que quisiese volver a Taiwán. Además, Nakamura no hablaba ni japonés ni mandarín.
La segunda razón del poco reconocimiento recibido por Nakamura respecto a Onoda fue que este era oficial, mientras que Nakamura era un soldado raso de una colonia japonesa, lo cual no excitó la imaginación del público y, además, puso sobre la mesa la cuestión del colonialismo japonés durante la guerra. Otro asunto delicado fue el pago de la pensión al soldado. Como voluntario, Nakamura no tuvo derecho a pensión hasta después de 1953, cuando se cambiaron las leyes de pensión, y, por tanto, recibió una suma de 68.000 yenes (227,59 dólares de entonces). Esto provocó una controversia en los medios que llevaría a que se le diese una cifra similar a la de Onoda, lo cual generó malestar entre otros rezagados taiwaneses, causando una discusión pública acerca del trato distinto que se le dio a japoneses y taiwaneses.